# Espuri Lucreci (pretor 172 aC)
Espuri Lucreci (en llatí Spurius Lucretius) va ser un magistrat romà. Formava part de la gens Lucrècia.
Va ser pretor l'any 172 aC i va obtenir la província de la Hispània Ulterior. El 169 aC va servir amb distinció sota el cònsol Quint Marci Filip en la guerra contra Perseu de Macedònia. L'any 162 aC va ser un dels tres ambaixadors enviats a Síria.